# Comuna de Lisków
Lisków (polaco: Gmina Lisków) é uma gminy (comuna) na Polónia, na voivodia de Grande Polónia e no condado de Kaliski. A sede do condado é a cidade de Lisków.
De acordo com os censos de 2004, a comuna tem 5416 habitantes, com uma densidade 71,4 hab/km².

## Área
Estende-se por uma área de 75,83 km², incluindo:
- área agricola: 84%
- área florestal: 10%

## Demografia
Dados de 30 de Junho 2004:
|                      | Total   | Total | Mulheres | Mulheres | Homens  | Homens |
| -------------------- | ------- | ----- | -------- | -------- | ------- | ------ |
|                      | pessoas | %     | pessoas  | %        | pessoas | %      |
| População            | 5416    | 100   | 2810     | 51,9     | 2606    | 48,1   |
| Densidade (pop./km²) | 71,4    | 100   | 37,1     | 37,1     | 34,4    | 34,4   |

De acordo com dados de 2002, o rendimento médio per capita ascendia a 1325,93 zł.

## Subdivisões
- Annopol, Budy Liskowskie, Chrusty, Ciepielew Józefów, Koźlątków, Lisków, Lisków-Rzgów, Madalin, Małgów, Nadzież, Pyczek, Strzałków, Swoboda, Trzebienie, Wygoda, Zakrzyn, Zakrzyn-Kolonia, Żychów.

## Comunas vizinhas
- Ceków-Kolonia, Goszczanów, Kawęczyn, Koźminek